# Barjac, Lozère
Barjac är en kommun i departementet Lozère i regionen Occitanien i södra Frankrike. Kommunen ligger i kantonen Chanac som tillhör arrondissementet Mende. År 2022 hade Barjac 791 invånare.

## Befolkningsutveckling
Antalet invånare i kommunen Barjac
| Referens: INSEE |